# Петлице
„Петлице“ (на чешки: Petlice, в превод „резе/райбер“) е чешко издание на самиздат, основано в края на 1972 г. от писателя Лудвиг Вацулик с цел публикуване на литературни произведения на чешки (и в няколко случая на словашки) автори, чиито произведения не могат да бъдат официално публикувани в Чехословакия по време на периода на „нормализиране“ след насилственото потушаване на Пражката пролет през 1968 г. от армиите на Варшавския договор. То е едно от най-старите и най-големите самиздатски издания.
Изданието публикува текстове, като се цели и постигането на ниски разходи за това. До 1990 г. чрез него са публикувани 391 заглавия по този начин. В допълнение към собствените си произведения, Вацулик публикува произведения на писателите Иван Клима, Вацлав Хавел, Карол Сидон, Павел Кохоут, Еда Кризеова, Ленка Прохазкова, на философа Ян Паточка, на поетите Ярослав Сейферт, Йозеф Хиршал, Йиржина Хаукова, Карел Шиктанс, и др. Прозата на Бохумил Храбал в изданието е публикувана без автоцензура, към която той е тласкан при официалното им публикуване. Изданието понякога публикува и текстове за юноши, пътеписи на Иржи Ханзелка с Мирослав Зикмунд и Ян Щолба, или репортажи и фейлетони.
Изданието е характерно с подписите на авторите на заглавната страница и на задната му страна и с формулата за авторско право (в около 25 варианта) – най-известната, от които е – „Изрична забрана за копиране на ръкописа“. Тя принадлежи на Здена Ертелтова, която е основен копирайтър на изданието. Книгите са възпроизвеждани на машинопис, най-често във формат А5. Отделните томове са публикувани в твърди и меки корици, оформени от доброволци книговезци.
Основната цел на „Петлице“ е да запази ръкописите и произведенията на забранените за издаване автори и да насърчи тези автори да продължат своята литературна дейност, като предлагат поне самиздат издание. „Петлице“ има постоянен кръг от абонати с приблизителен брой от 20 – 24 души, които ги споделят с приятели. Изданията са разпространяват в началото лично от Лудвиг Вацулик, а по-късно от самите автори. Чрез Йиржина Шиклова и няколко куриера едно копие винаги се изпраща до Федерална република Германия на Вилем Пречан, който каталогизира и архивира продукцията на „Петлице“ и предоставя копия на други заинтересовани страни. Така част от томовете могат да бъдат публикувани в изгнание или в чуждестранни издателства. Някои от авторите на публикациите, като и сътрудници и разпространители, са съдени за разпространение на дисидентска литература.
През 1980 г. „Петлице“ е удостоено с наградата „Ян Палах“ от Френския международен комитет в подкрепа на Харта 77, под председателството на Пиер Еманюел. През 1987 г. Здена Ертелтова получава същата награда за работата и дългосрочно сътрудничество с изданието.
„Петлице“ е закрито през 1990 г. от Лудвиг Вацулик след Нежната революция в Чехословакия.